# Liste der Biografien/Knu
Liste der Biografien |
Portal Biografien |
Personensuche
# |
A |
B |
C |
D |
E |
F |
G |
H |
I |
J |
K |
L |
M |
N |
O |
P |
Q |
R |
S |
T |
U |
V |
W |
X |
Y |
Z |
?
 
Ka |
Kb |
Kc |
Kd |
Ke |
Kf |
Kg |
Kh |
Ki |
Kj |
Kl |
Km |
Kn |
Ko |
Kp |
Kr |
Ks |
Kt |
Ku |
Kv |
Kw |
Ky |
Kx |
Kz
 
Kna |
Kne |
Kng |
Kni |
Knj |
Kno |
Knu |
Kny
Die Liste der Biografien führt alle Personen auf, die in der deutschsprachigen Wikipedia einen Artikel haben. Dieses ist eine Teilliste mit 285 Einträgen von Personen, deren Namen mit den Buchstaben „Knu“ beginnt.

## Knu

### Knub
- Knubben, Felix (1880–1934), deutscher Komponist und Kirchenmusiker
- Knubben, Jürgen (* 1955), deutscher Bildhauer
- Knubben, Klaus (1947–2016), Domkantor am Limburger Dom und Leiter der Limburger Domsingknaben
- Knubben, Sigrud (1939–1962), deutsche Motorbootrennfahrerin, mehrfache Deutsche Meisterin und Weltrekordlerin
- Knubben, Thomas (* 1960), deutscher Historiker, Kulturwissenschaftler und Hochschullehrer
- Knubel, Anton (1857–1915), deutscher Radrennfahrer, Erfinder und Luftfahrtpionier
- Knubel, Bernard (1872–1957), deutscher Radrennfahrer
- Knubel, Bernhard (1938–1973), deutscher Olympiasieger im Rudern
- Knubel, Franz Rudolf (1938–2020), deutscher bildender Künstler
- Knubel, Johannes (1877–1949), deutscher Bildhauer und Hochschullehrer
- Knubel, Josef (1881–1961), Schweizer Berg- und Skiführer
- Knubel, Niklaus (1841–1877), Schweizer Bergsteiger und Bergführer
- Knubel, Peter (1832–1919), Schweizer Bergsteiger- und BergführerpionierPeter Knubel (1832–1919)

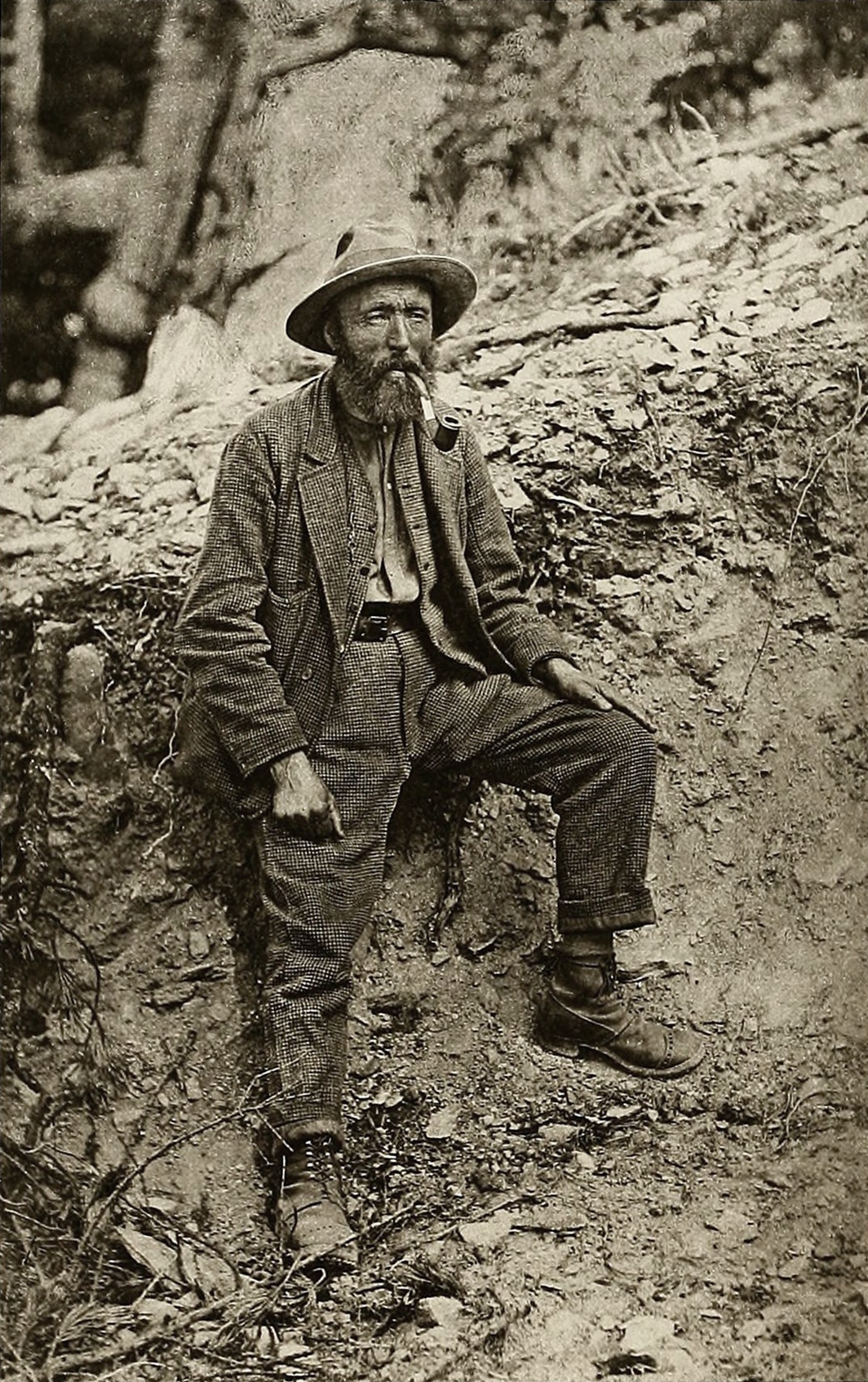
Peter Knubel (1832–1919)

- Knublauch, Johann Friedrich (1809–1867), Landtagsabgeordneter Waldeck
- Knuble, Mike (* 1972), US-amerikanisch-kanadischer Eishockeyspieler

### Knuc
- Knuchel, Alexander (1869–1961), Schweizer Unternehmer
- Knuchel, Hermann (1884–1964), Schweizer Forstwissenschaftler
- Knüchel-Clarke, Ruth (* 1959), deutsche Pathologin
- Knuckles, Frankie (1955–2014), US-amerikanischer DJ und MusikerFrankie Knuckles (1955–2014)

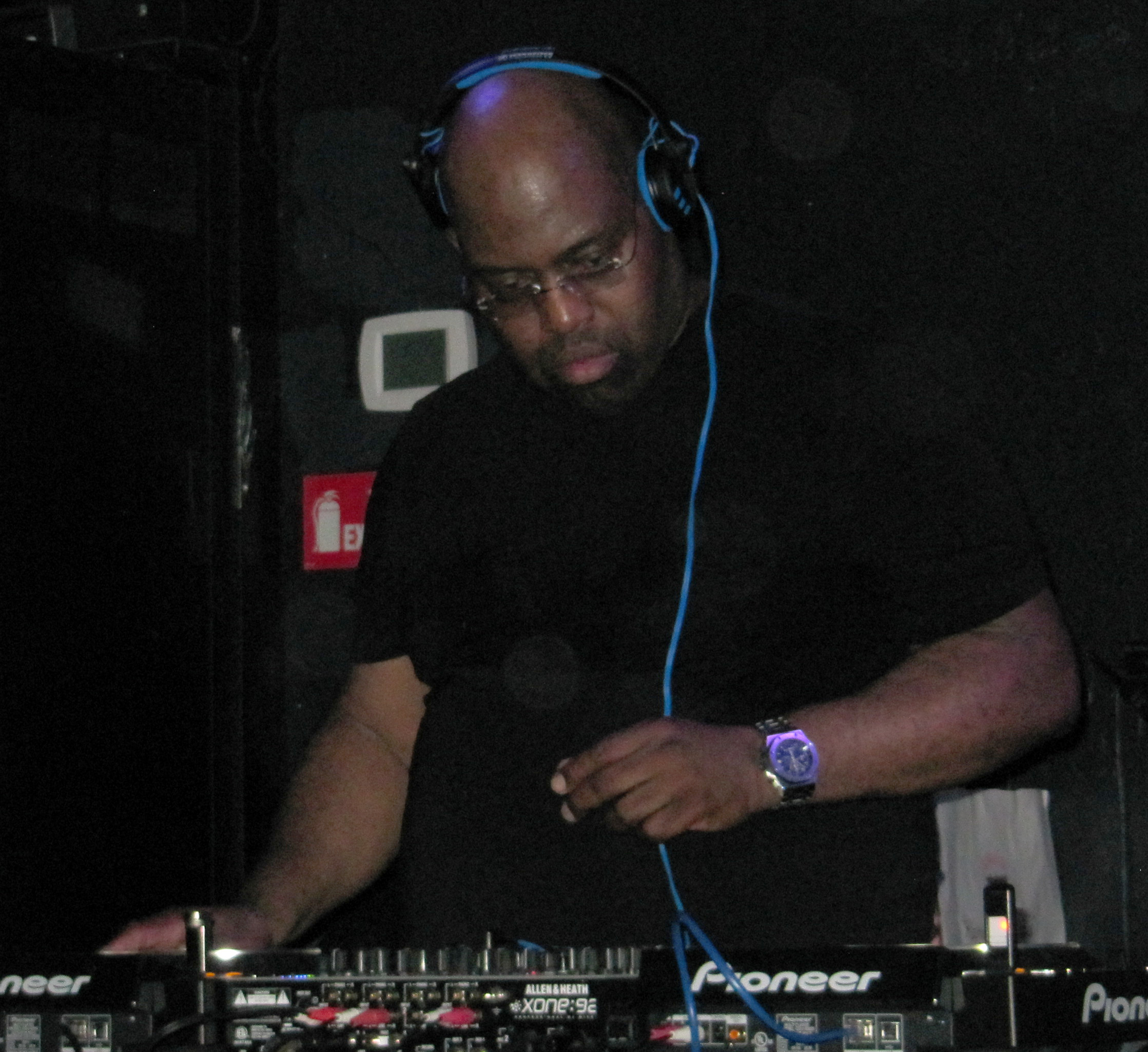
Frankie Knuckles (1955–2014)

- Knucks (* 1994), britischer Rapper und Plattenproduzent

### Knud
- Knud Henriksson († 1162), dänischer Herzog
- Knud Lavard (1096–1131), erster Herzog von Schleswig
- Knud Zimsen (1875–1953), isländischer Politiker
- Knudsen, Andreas (1887–1982), norwegischer Segler und Ruderer
- Knudsen, Atle (* 1971), norwegischer Film- und Fernsehregisseur, Drehbuchautor
- Knudsen, Audun Foss (* 1977), norwegischer Biathlet
- Knudsen, Dagmar (* 1956), deutsche Marathonläuferin
- Knudsen, Dan Michael (* 1962), färöischer Politiker, amtierender Reichsombudsmann der Färöer
- Knudsen, David (* 1994), dänischer Basketballspieler
- Knudsen, Eric (* 1949), US-amerikanischer Neurobiologe
- Knudsen, Erik (* 1988), kanadischer SchauspielerErik Knudsen (* 1988)

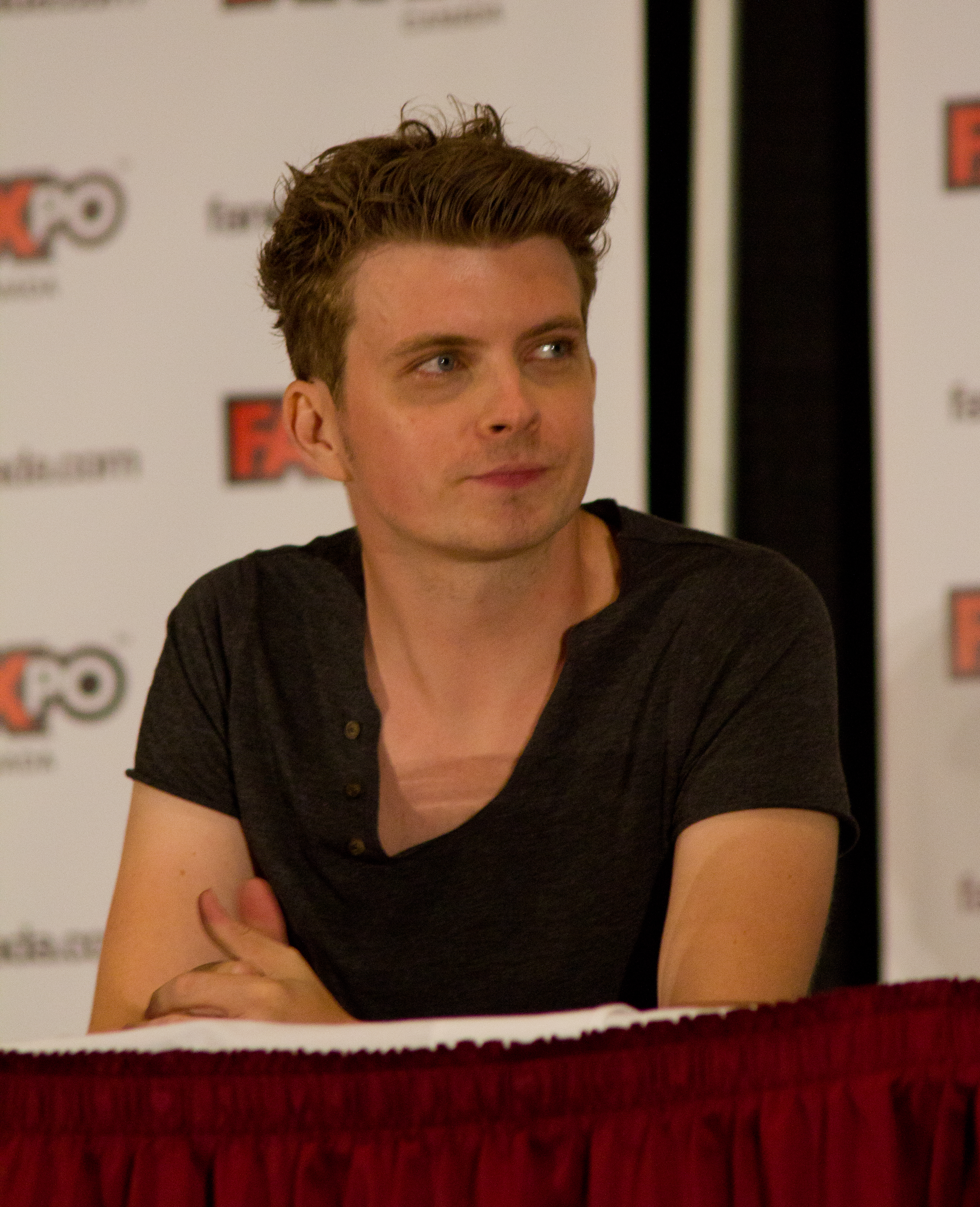
Erik Knudsen (* 1988)

- Knudsen, Ferdinand (* 1911), grönländischer Kaufmann und Landesrat
- Knudsen, Grete (1940–2023), norwegische Politikerin
- Knudsen, Gunnar (1848–1928), norwegischer liberaler Politiker, Mitglied des Storting und Industrieller
- Knudsen, Gustav (* 2003), dänischer Basketballspieler
- Knudsen, Hans (1886–1971), deutscher Theaterwissenschaftler
- Knudsen, Hans R. (1903–1962), dänischer Journalist und Politiker (Socialdemokraterne), Mitglied des Folketing
- Knudsen, Hans-Wiggo (1944–2020), dänischer Kanute
- Knudsen, Harald (* 1941), deutscher evangelischer Theologe
- Knudsen, Harry (1919–1998), dänischer Ruderer
- Knudsen, Henrik (* 1982), dänischer Handballspieler
- Knudsen, Holger (* 1949), deutscher Rechtsbibliothekar
- Knudsen, Ivar (1861–1920), dänischer Ingenieur, Erfinder und Direktor der Burmeister & Wain Werft
- Knudsen, Jakob (1858–1917), dänischer Schriftsteller und Geistlicher
- Knudsen, Jens Martin (1930–2005), dänischer Astrophysiker
- Knudsen, Jens Martin (* 1967), färöischer Fußballspieler und -trainer
- Knudsen, Jens Nygaard (1942–2020), dänischer Spielzeugdesigner (Lego)
- Knudsen, Jesper (* 1960), dänischer Badmintonspieler
- Knudsen, Johan (1922–1973), grönländischer Landesrat
- Knudsen, Johannes (1917–1957), dänischer Ingenieur
- Knudsen, Jon (* 1974), norwegischer Fußballspieler
- Knudsen, Jonas (* 1992), dänischer Fußballspieler
- Knudsen, Jonathan B. (1944–1999), US-amerikanischer Historiker
- Knudsen, Jørgen (1918–2009), dänischer Malakologe
- Knudsen, Jørgen (1926–2017), dänischer Pädagoge, Schriftsteller, Literatur- und Gesellschaftskritiker
- Knudsen, Kai Birger (1903–1977), norwegischer Politiker
- Knudsen, Keith (1948–2005), US-amerikanischer Schlagzeuger
- Knudsen, Kenneth (* 1946), dänischer Jazz-Keyboarder und Komponist
- Knudsen, Kenneth Dahl (* 1984), dänischer Jazzmusiker (Kontrabass, Komposition)
- Knudsen, Knud (1812–1895), norwegischer Linguist
- Knudsen, Knud (1832–1915), norwegischer Pomologe und Landschaftsfotograf
- Knudsen, Knud (1912–2000), deutscher Politiker (FDP, CDU), MdL
- Knudsen, Knud (1916–1998), deutscher Bildhauer, Verleger und Autor
- Knudsen, Knud Lausten (1806–1866), dänischer Gutsherr und Politiker
- Knudsen, Knud Leonard (1879–1954), norwegischer Turner
- Knudsen, Knut (* 1950), norwegischer Radsportler
- Knudsen, Konrad (1890–1959), norwegischer Maler, Journalist und Politiker, Mitglied des Storting
- Knudsen, Kristian Bernhard (1877–1961), norwegischer Reeder
- Knudsen, Lina (* 1985), dänische Curlerin
- Knudsen, Lotte Bjerre (* 1964), dänische Wissenschaftlerin und Hochschullehrerin
- Knudsen, Magnus (* 2001), norwegischer Fußballspieler
- Knudsen, Mariann (* 1984), dänische Fußballspielerin
- Knudsen, Martin (1871–1949), dänischer Physiker
- Knudsen, Matías (* 1999), kolumbianischer Squashspieler
- Knudsen, Mette (* 1943), dänische Filmregisseurin, Drehbuchautorin und Redakteurin
- Knudsen, Mette (* 1962), dänische Diplomatin
- Knudsen, Michael V. (* 1978), dänischer Handballspieler
- Knudsen, Monica (* 1975), norwegische Fußballspielerin und -trainerin
- Knudsen, Niclas (* 1972), dänischer Fusion- und Jazzmusiker (Gitarre)
- Knudsen, Olga (1865–1947), dänische Frauenrechtlerin und Politikerin
- Knudsen, Peggy (1923–1980), US-amerikanische Schauspielerin
- Knudsen, Samuel (* 1929), grönländischer Künstler, Schriftsteller und Lehrer
- Knudsen, Semon (1912–1998), amerikanischer Ingenieur
- Knudsen, Sidse Babett (* 1968), dänische SchauspielerinSidse Babett Knudsen (* 1968)

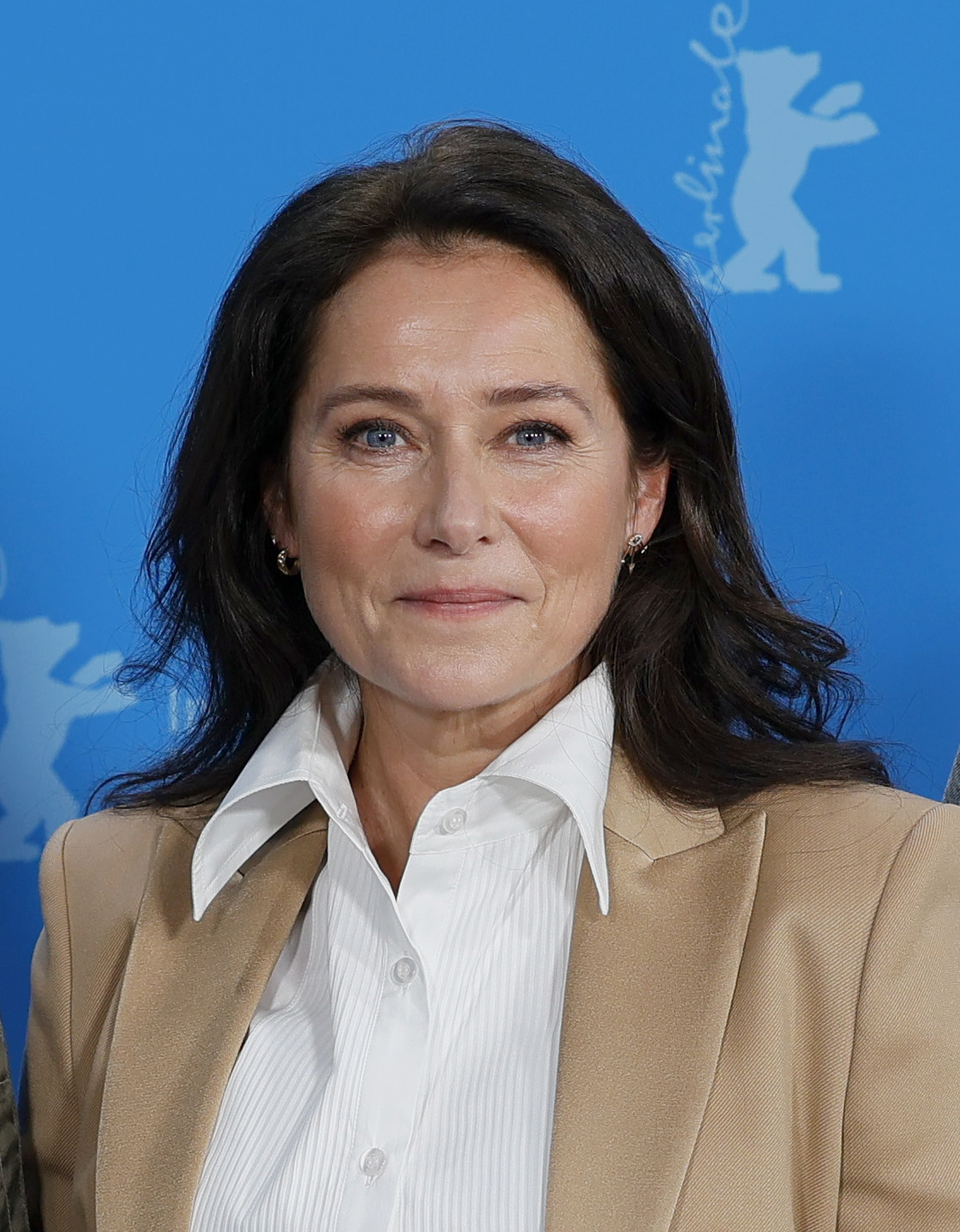
Sidse Babett Knudsen (* 1968)

- Knudsen, Ulla (* 1976), dänische Fußballspielerin
- Knudson, Alfred G. (1922–2016), US-amerikanischer Genetiker und Krebsforscher
- Knudson, Carroll (1903–1969), US-amerikanischer Musiker und Autor
- Knudson, Gary (* 1960), US-amerikanischer Komponist
- Knudson, George (1937–1989), kanadischer Golfsportler
- Knudson, Lewis (1884–1958), amerikanischer Botaniker
- Knudson, Paul, norwegischer Seefahrer
- Knudson, Robert (1925–2006), US-amerikanischer Film- und Tontechniker
- Knudtson, Frederic (1906–1964), US-amerikanischer Filmeditor
- Knudtzon, Broder (1788–1864), norwegischer Kaufmann, Politiker und Mäzen
- Knudtzon, Hans Carl (1751–1823), norwegischer Kaufmann und Politiker, Mitglied des Storting
- Knudtzon, Jørgen Alexander (1854–1917), norwegischer Sprachwissenschaftler

### Knue
- Knueppel, Kon (* 2005), US-amerikanischer Basketballspieler

### Knuf
- Knuffke, Kirk (* 1980), US-amerikanischer Jazztrompeter und Kornettist
- Knufflock, Paul, deutscher Buchbinder, Verleger und Buchhändler
- Knuffmann, Andreas (* 1964), deutscher Regisseur und Filmproduzent
- Knufinke, Paul (1932–2012), deutscher Markscheider
- Knüfken, Hermann (1893–1976), deutscher Gewerkschafter
- Knüfken, Markus (* 1965), deutscher SchauspielerMarkus Knüfken (* 1965)

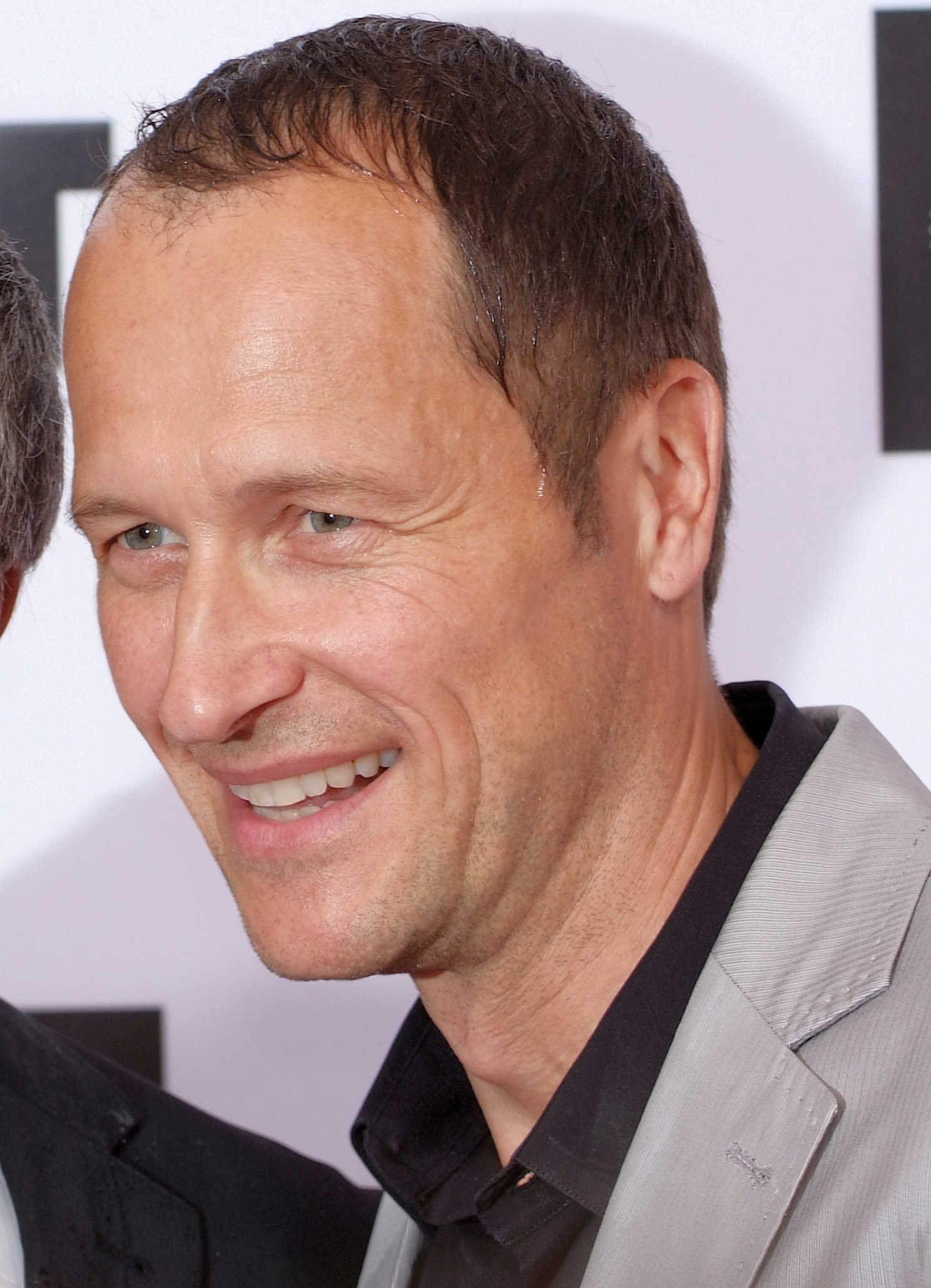
Markus Knüfken (* 1965)

### Knuh
- Knühmann, Kora (* 1983), deutsche Karate-Kämpferin
- Knuhtsen, Hjalmar (1855–1939), dänischer Kaufmann und kommissarischer Inspektor in Grönland

### Knum
- Knümann, Jo (1895–1952), deutscher Pianist und Komponist von Unterhaltungsmusik

### Knun
- Knunjanz, Iwan Ljudwigowitsch (1906–1990), sowjetischer Chemiker

### Knup
- Knup, Adrian (* 1968), Schweizer Fußballspieler
- Knupfer, Antonia (* 1992), deutsche Fußballspielerin
- Knüpfer, Kerstin (* 1963), deutsche Handballspielerin
- Knüpfer, Kurt (1913–2008), deutscher Politiker (NPD), MdL
- Knüpfer, Paul (1866–1920), deutscher Opernsänger (Bass)
- Knüpfer, Sebastian († 1676), deutscher Komponist und Kirchenmusiker
- Knüpfer, Siegfried (* 1941), deutscher Eisenbahningenieur
- Knüpfer, Uwe (* 1955), deutscher Journalist und Autor
- Knüpffer, Arnold Friedrich Johann (1777–1843), deutsch-baltischer Geistlicher und Sprachforscher
- Knüpffer, Rudolf Otto von (1831–1900), deutsch-baltischer Architekt
- Knüpffer, Wolf (* 1967), deutscher Wirtschaftsinformatiker
- Knüpling, Paula (* 1995), deutsche Schauspielerin, Autorin, Regisseurin und Produzentin
- Knüpp, Anne (* 1954), deutsche Fußballspielerin
- Knupp, Luiz Gonçalves (* 1967), brasilianischer Geistlicher, Bischof von Três Lagoas
- Knupp, Willy (1936–2006), deutscher Motorsport-Journalist
- Knuppe, Franziska (* 1974), deutsches ModelFranziska Knuppe (* 1974)

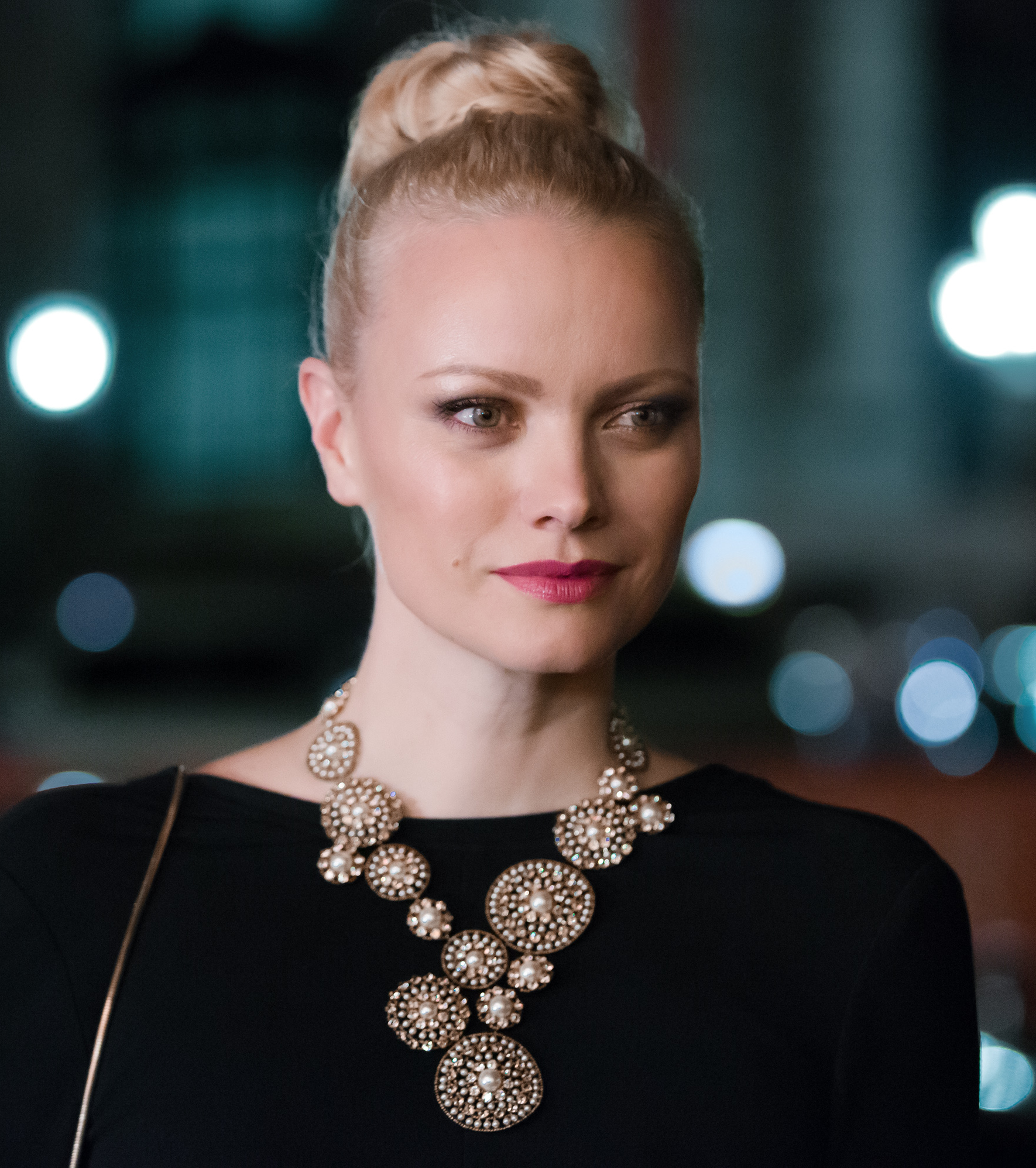
Franziska Knuppe (* 1974)

- Knüppe, Joschua (* 1992), deutscher Paläo- und Konzeptkünstler
- Knüppel, Adolph W. (1933–2017), deutscher Architekt und Bildhauer
- Knüppel, Anton (1880–1940), deutscher Organist, Kirchenmusiker und Komponist
- Knüppel, Eduard († 1928), deutscher Verwaltungsbeamter
- Knüppel, Erich (* 1904), deutscher Jurist
- Knüppel, Hartmut (* 1953), deutscher Wirtschaftsingenieur, Consultant und Politiker (FDP)
- Knüppel, Lene (* 1966), dänische Politikerin
- Knüppel, Rita (* 1950), deutsche Handballspielerin und -trainerin
- Knüppel, Robert (1931–2025), deutscher Politiker (CDU)
- Knüppel, Wilhelm (1902–1968), deutscher Offizier, Generalmajor im Heer der Wehrmacht
- Knüppelholz-Roeser, Margarete (1886–1949), deutsche Architektin
- Knüppeln, Julius Friedrich (1757–1840), deutscher Jurist und Schriftsteller
- Knüpper, Paul (1930–2006), deutscher Politiker (CDU), MdL

### Knur
- Knur, Alexander (1897–1987), deutscher Jurist
- Knura, Jessica (* 1996), deutsches Model

### Knus
- Knus, Max-Albert (* 1942), Schweizer Mathematiker
- Knüsel, Alfred (* 1941), Schweizer Komponist
- Knüsel, Harry (* 1961), Schweizer Schwinger
- Knüsel, Josef Martin (1813–1889), Schweizer Politiker
- Knüsel, Josepha (1903–1967), Schweizer römisch-katholische Ordensschwester, Äbtissin von Kloster Frauenthal
- Knüsel, Leo (1939–2013), Schweizer Mathematiker und Hochschullehrer
- Knüsel, Nicole (* 1996), Schweizer Grasskiläuferin
- Knüsel, Noel (* 2000), Schweizer Unihockeyspieler
- Knuser, Alain (* 1994), Schweizer Bobsportler und Kickboxer
- Knüsli, Hans (1841–1921), Schweizer Politiker und Eisenbahnindustrieller
- Knuß, Johannes († 1476), vierter Abt der späteren Reichsabtei Ochsenhausen
- Knussen, Oliver (1952–2018), britischer Komponist und Dirigent
- Knussert, Richard (1907–1966), deutscher Lehrer, Gymnasialprofessor, nationalsozialistischer Gaukulturwart und Erforscher römischer Straßen
- Knußmann, Rainer (1936–2017), deutscher Anthropologe und Professor für Humanbiologie
- Knußmann, Wolfgang (1766–1840), deutscher Ebenist und Möbelfabrikant
- Knust, Bruno (* 1954), deutscher Kabarettist und Autor
- Knust, Dieter (* 1940), deutscher Schauspieler, Fernsehregisseur, Drehbuchautor und Synchronsprecher
- Knust, Elisabeth (* 1951), deutsche Zellbiologin und Entwicklungsbiologin
- Knust, Friedrich (* 1848), deutscher Architekt
- Knust, Gottlieb († 1787), deutscher Kaufmann und Ratsherr der Hansestadt Lübeck
- Knust, Heinrich (1907–1988), deutscher Maler
- Knust, Johannes (1904–1982), deutscher Kommunalpolitiker
- Knust, Peter (* 1960), deutscher Schwimmer
- Knust, Wolfgang (1929–2013), deutscher Fußballtorwart

### Knut
- Knut Alvsson († 1502), norwegischer Ritter
- Knut Birgersson († 1208), Jarl von Schweden und der Sohn von Birger Brosa
- Knut der Große († 1035), König von England, Dänemark und NorwegenKnut der Große († 1035)

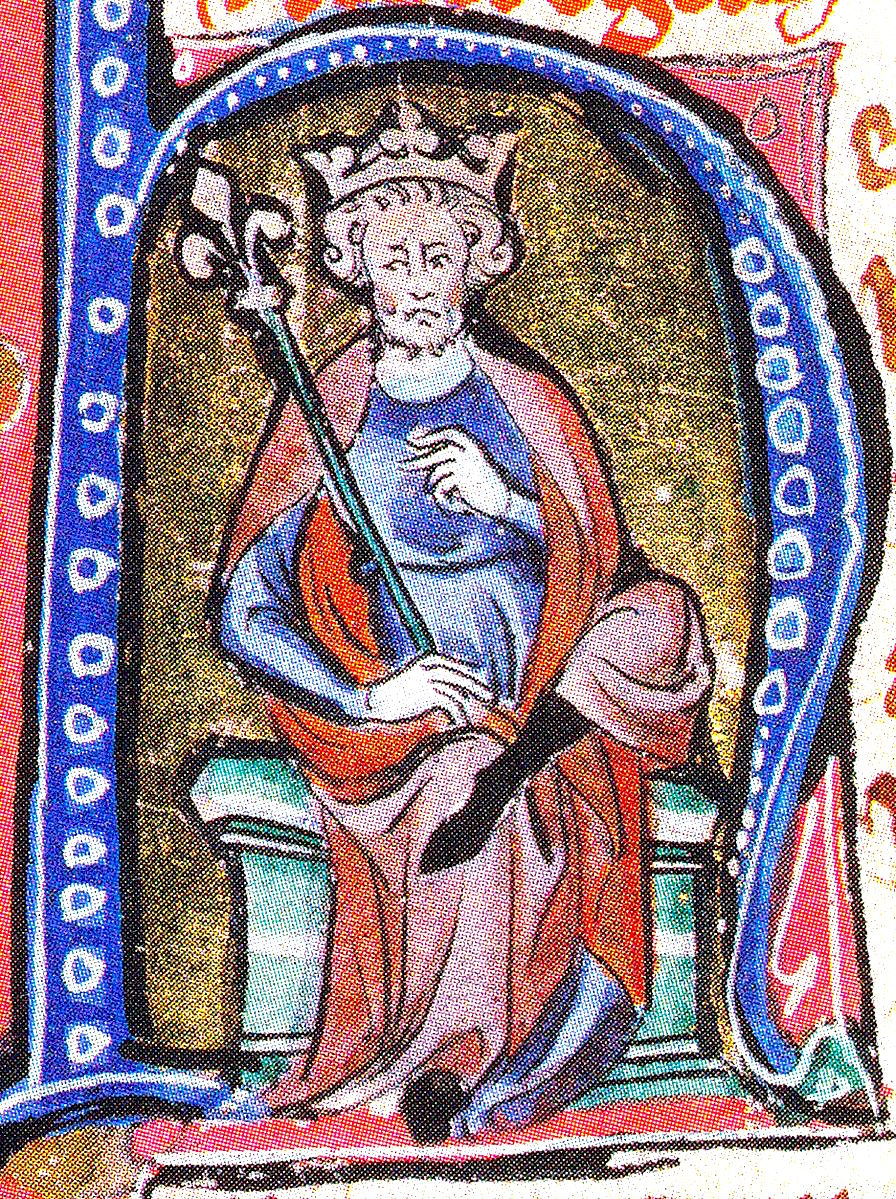
Knut der Große († 1035)

- Knut Håkonsson († 1261), norwegischer Gegenkönig
- Knut I., König in Dänemark
- Knut I. († 1196), König von Schweden
- Knut II., König von Schweden (1229–1234)
- Knut IV. (1043–1086), König von Dänemark, Märtyrer und Heiliger der katholischen Kirche
- Knut Magnusson († 1251), schwedischer Gesetzesmann in Västergötland
- Knut Röriksson, König von Jórvík
- Knut V. († 1157), dänischer König
- Knut VI. († 1202), König von Dänemark (1182–1202)
- Knut von Dänemark (1900–1976), jüngster Sohn des dänischen Königs Christian X.Knut von Dänemark (1900–1976)

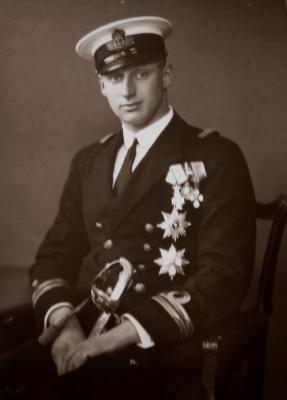
Knut von Dänemark (1900–1976)

- Knut, Bernd (* 1940), deutscher Leichtathlet und Trainer
- Knut, Detlef (* 1956), deutscher Autor und Verleger
- Knut, Silke (* 1972), deutsche Leichtathletin
- Knütel, Rolf (1939–2019), deutscher Jurist und Rechtshistoriker
- Knuth, Adam Carl Vilhelm (1821–1897), dänischer Kammerherr und Hofjägermeister
- Knuth, Adam Christoph von (1687–1736), dänischer Gutsbesitzer und Lehnsgraf
- Knuth, Adam Christopher (1755–1844), dänischer Graf, Kammerherr und Geheimrat
- Knuth, Adam Levin I. von (1681–1751), mecklenburgischer Geheimrat und Stifter der mecklenburgischen Linie des uradeligen Hauses Knuth
- Knuth, Adam Levin von (1648–1699), dänischer Geheimrat, Oberkammerjunker und Amtmann von Kopenhagen
- Knuth, Adam Vilhelm Frederik (1829–1902), dänischer Postmeister in Sorø und Kammerherr
- Knuth, Adam von, deutscher Adelsmann und Gutsherr
- Knuth, Adam Wilhelm (1854–1888), dänischer Gutsherr
- Knuth, Alexander (* 1948), deutscher Onkologe
- Knuth, Bodo (* 1920), deutscher Schauspieler bei Bühne, Film und Fernsehen
- Knuth, Carl Conrad Gustav (1761–1815), dänischer Postdirektor und Kammerherr
- Knuth, Christian Frederik (1788–1852), Offizier in dänischen und russischen Diensten sowie Hofjägermeister
- Knuth, Christian Frederik (1862–1936), dänischer Jurist, Gutsherr und Hofjägermeister
- Knuth, Christian Friderich (1728–1801), dänischer Militär und Gutsherr
- Knuth, Christopher (1855–1942), dänischer Hofjägermeister und Kammerherr
- Knuth, Conrad Detlev (1730–1805), dänischer Kammerherr und Geheimrat
- Knuth, Donald E. (* 1938), US-amerikanischer Informatiker
- Knuth, Eckhard Christoph von (1643–1697), mecklenburgisch-dänischer Gutsherr, Amtmann und Geheimrat
- Knuth, Eggert Adam (1901–1980), dänischer Lehnsgraf und Diplomat
- Knuth, Eggert Christoffer (1882–1920), dänischer Gutsherr und Lehnsgraf von Knuthenborg
- Knuth, Eggert Christopher (1722–1776), dänischer Gutsherr und Stiftamtmann
- Knuth, Eggert Christopher (1786–1813), dänischer Jurist, Amtmann und Graf
- Knuth, Eggert Christopher (1838–1874), dänischer Gutsherr
- Knuth, Eigil (1903–1996), dänischer Prähistoriker, Bildhauer, Polarforscher und Autor
- Knuth, Eigil Valdemar (1866–1933), dänischer Kapitän und Hofjägermeister
- Knuth, Eldon L. (1925–2023), US-amerikanischer Aeronautiker, Hochschullehrer
- Knuth, Flemming (1879–1942), dänischer Ingenieur
- Knuth, Frederik (1760–1818), dänischer Gutsbesitzer
- Knuth, Frederik Marcus (1813–1856), dänischer Lehnsgraf, Amtsmann und als nationalliberaler Politiker erster Außenminister Dänemarks
- Knuth, Frederik Marcus (1904–1970), dänischer Taxonom der Biologie und Lehnsgraf von Knuthenborg
- Knuth, Gustav (1901–1987), deutsch-schweizerischer Schauspieler, MdHBGustav Knuth (1901–1987)

Gustav Knuth (1901–1987)

- Knuth, Hans Christian (1940–2023), deutscher Geistlicher, Bischof des Sprengels Schleswig der Nordelbischen Evangelisch-Lutherischen Kirche
- Knuth, Hans Schack (1787–1861), dänischer Amtmann und Kammerherr
- Knuth, Henrich (1870–1939), dänischer Jurist und Kammerherr
- Knuth, Henriette (1863–1949), dänische Lehrerin und christliche Funktionärin
- Knuth, Hermann (1904–1986), deutscher Seeoffizier, zuletzt Kapitän zur See der Bundesmarine
- Knuth, Jacob Ernst von (1609–1675), mecklenburgischer Adliger und Rittmeister
- Knuth, Jacob von, deutscher Edelmann und Amtmann
- Knuth, Joachim (* 1959), deutscher JournalistJoachim Knuth (* 1959)

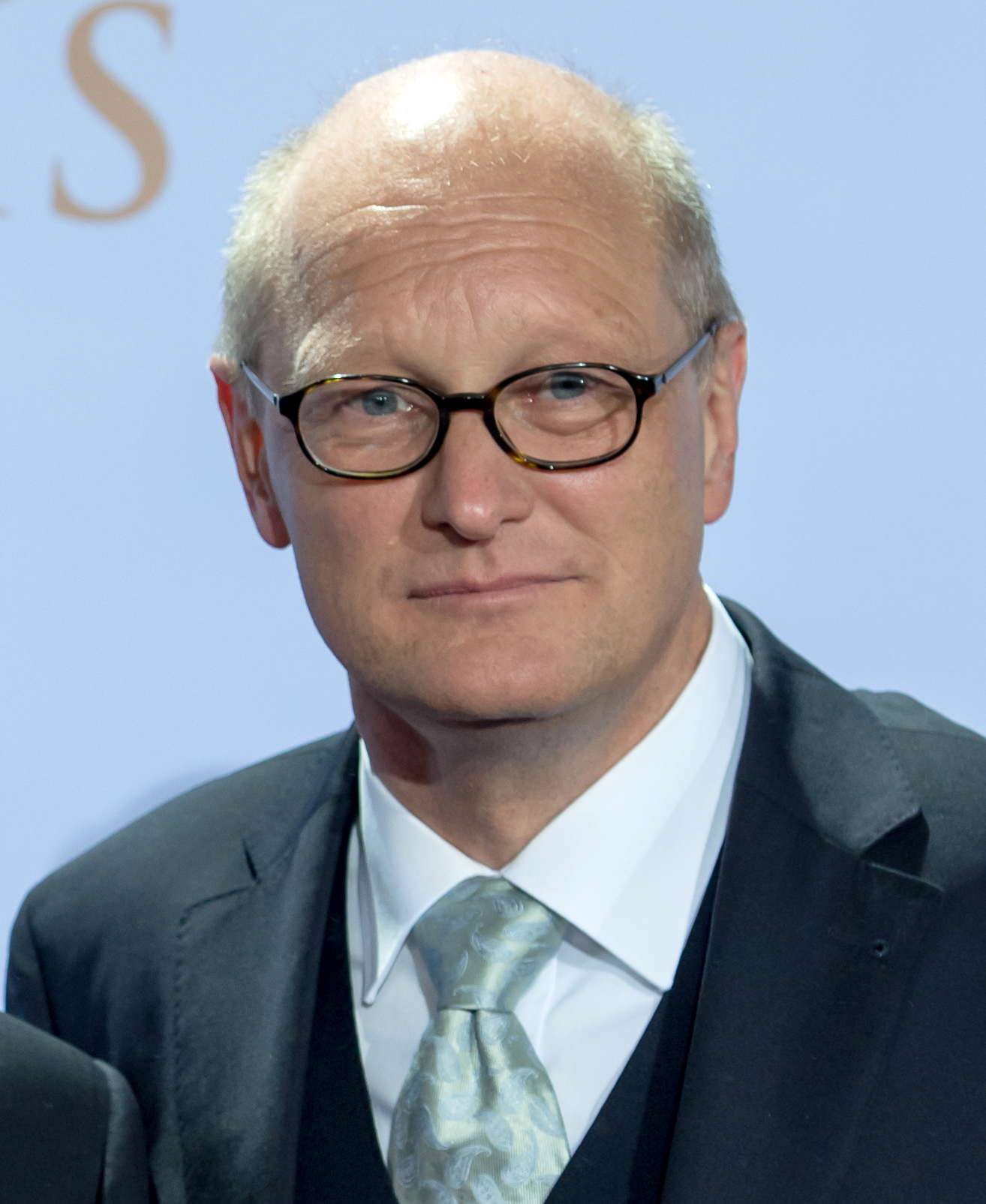
Joachim Knuth (* 1959)

- Knuth, Joachim Friedrich von (1642–1684), deutscher Adliger und Provisor des Klosters Malchow
- Knuth, Joachim Sigismund Ditlev (1835–1905), dänischer Diplomat
- Knuth, Joachim von, deutscher Amtmann
- Knuth, Johan Heinrich (1746–1802), dänischer Gutsbesitzer, Kammerherr und Geheimrat
- Knuth, Joschka (* 1993), deutscher Politiker (Bündnis 90/Die Grünen), MdL Schleswig-Holstein
- Knuth, Julius (1787–1852), dänischer Amtmann und Kammerherr
- Knuth, Jürgen, deutscher Segler
- Knuth, Karlheinz (1931–2008), deutscher Drehbuch-, Hörspiel- und Krimiautor, Fernseh- und Hörfunkregisseur
- Knuth, Klaus (1935–2012), deutsch-schweizerischer Schauspieler
- Knuth, Kristian (1886–1969), dänischer Kammerherr, Hofjägermeister und Widerstandskämpfer
- Knuth, Kurt (1902–1977), deutscher NSDAP-Funktionär, Konkurs-Betrüger
- Knuth, Marcus (* 1976), dänischer Politiker
- Knuth, Moritz von, deutscher Amtmann
- Knuth, Nicole, Schweizer Kabarettistin
- Knuth, Paul (1854–1899), deutscher Botaniker und Lehrer
- Knuth, Peter (1946–2012), deutscher Arzt, Notfallmediziner und Verbandsfunktionär
- Knuth, Preben (1906–1996), dänischer Maler
- Knuth, Sigismund (* 1895), dänischer Oberstleutnant und Kammerherr
- Knuth, Søster von (* 1658), dänische Adelsdame und Gutsherrin
- Knuth, Thomas (* 1956), deutscher Sachbuchautor
- Knuth, Ulrik (1911–2004), dänischer Kammerherr und Hofjägermeister
- Knuth, Wentzloff IV. von (1580–1658), deutscher Adelsmann und Provisor des Klosters Malchow
- Knuth-Winterfeldt, Eggert (1912–1978), dänischer Chemiker und Hochschullehrer
- Knuth-Winterfeldt, Kjeld Gustav (1908–1992), dänischer Hofmarschall, Kammerherr und Diplomat
- Knuth-Winterfeldt, Thomas (* 1979), dänischer Schauspieler und Hörspielsprecher
- Knuths, Thomas (* 1958), deutscher Wasserspringer
- Knuthsen, Saul (* 1887), grönländischer Katechet und Landesrat
- Knutsen Mienna, Guro (* 1985), norwegische Fußballspielerin
- Knutsen, Caroline (* 1983), norwegische Fußballtorhüterin
- Knutsen, Eigil (* 1988), norwegischer Politiker
- Knutsen, Espen (* 1972), norwegischer Eishockeyspieler, -trainer und -funktionär
- Knutsen, Jonas (* 1993), norwegischer Eishockeyspieler
- Knutsen, Marie (* 1982), norwegische Fußballspielerin
- Knutsen, Tormod (1932–2021), norwegischer Nordischer Kombinierer
- Knutsen, Tove Karoline (* 1951), norwegische Musikerin und Politikerin
- Knutson, Allen (* 1969), US-amerikanischer Mathematiker
- Knutson, Coya (1912–1996), US-amerikanische Politikerin
- Knutson, David (* 1946), US-amerikanischer Opernsänger (Tenor/Countertenor)
- Knutson, Gabriela (* 1997), tschechische Tennisspielerin
- Knutson, Greta (1899–1983), schwedische Künstlerin
- Knutson, Harold (1880–1953), norwegisch-amerikanischer Politiker
- Knutson, Michael (* 1974), US-amerikanischer Komponist und Musikpädagoge
- Knutsson, Alv († 1496), norwegischer Großgrundbesitzer, Häuptling und Mitglied des norwegischen Reichsrates
- Knutsson, Gösta (1908–1973), schwedischer Kinderbuchautor und Radioproduzent
- Knutsson, Jonas (* 1965), schwedischer Jazzmusiker
- Knutsson, Magnus (* 1964), schwedischer Radrennfahrer
- Knuttel, Gerhardus Wzn (1889–1968), niederländischer Kunsthistoriker und Museumsdirektor
- Knüttel, Max (1883–1955), deutscher Architekt und Wirtschaftsmanager
- Knüttel, Timothy (* 1992), deutsch-amerikanischer American-Football-Spieler
- Knütter, Hans-Helmuth (* 1934), deutscher Politikwissenschaftler
- Knütter, Ralf (* 1955), deutscher Leichtathlet
- Knutti, Reto (* 1973), Schweizer KlimatologeReto Knutti (* 1973)

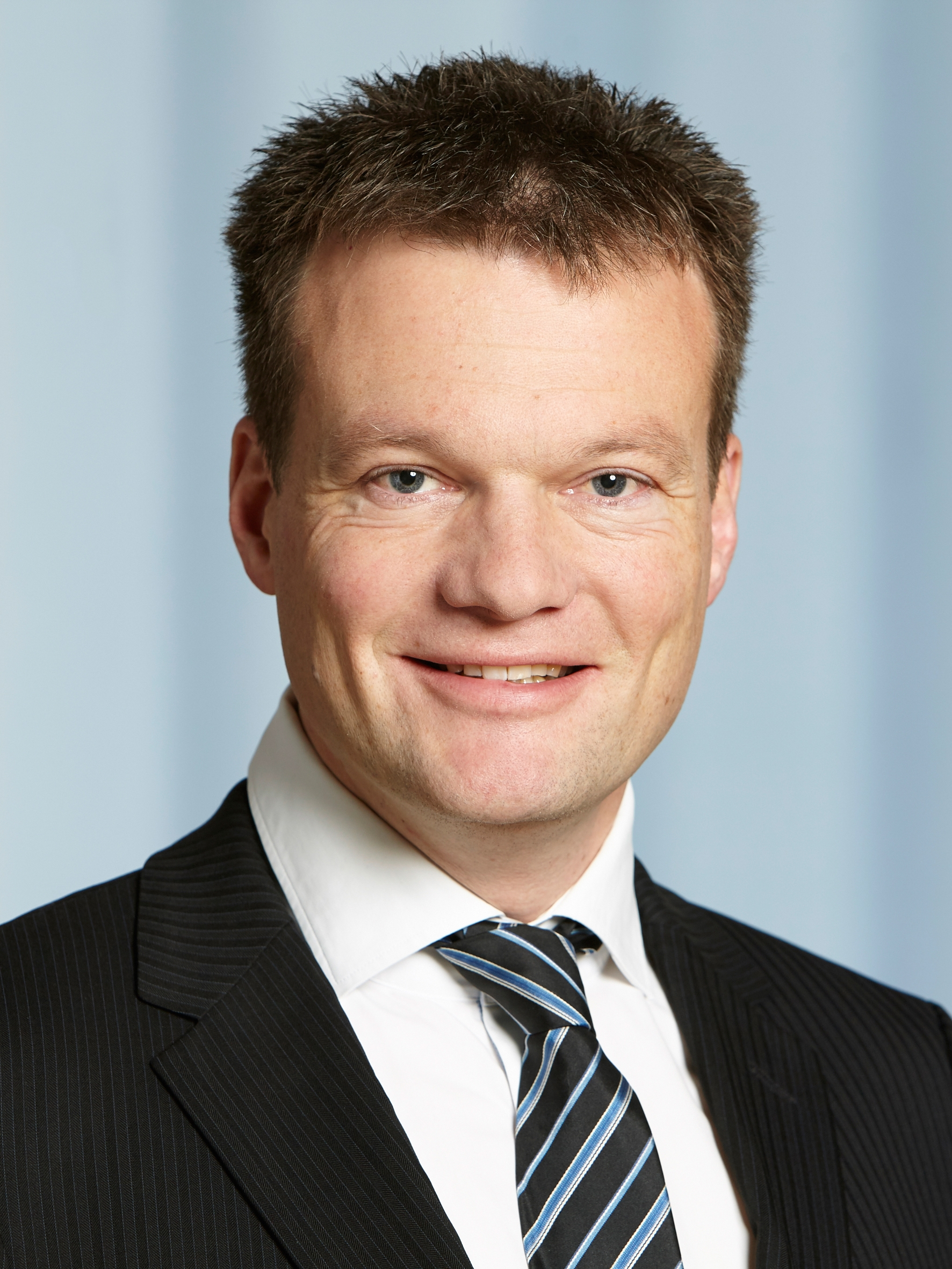
Reto Knutti (* 1973)

- Knutti, Thomas (* 1973), Schweizer Bergbauer, Berufsfahrer, Unternehmer und PolitikerThomas Knutti (* 1973)

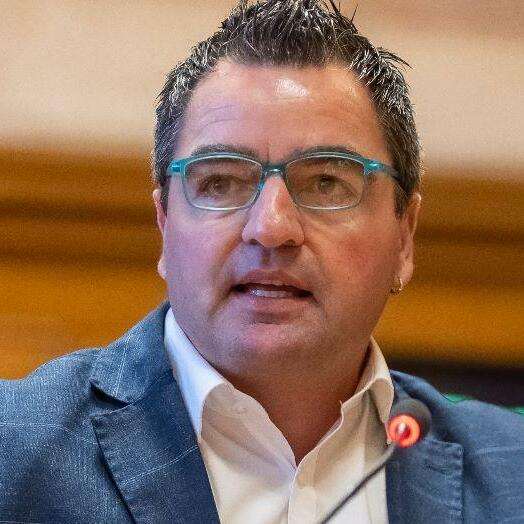
Thomas Knutti (* 1973)

- Knutti, Walter (* 1948), Schweizer Berufsoffizier (Korpskommandant)
- Knutzen, Friedrich (1881–1938), deutscher Politiker der DDP
- Knutzen, Iven († 1612), Bauer und Chronist
- Knutzen, Johann († 1546), deutscher Domherr
- Knutzen, Martin (1713–1751), deutscher Philosoph
- Knutzen, Matthias († 1559), deutscher Kaufmann und Ratsherr
- Knutzen, Matthias (* 1646), deutscher Religionskritiker und Atheist
- Knutzen, Sönke (* 1966), deutscher Ingenieur und Hochschullehrer
- Knutzen, Thilo (* 2004), deutscher Handballspieler
- Knutzon, Lars (* 1941), dänischer Schauspieler und Regisseur

### Knuu
- Knuuttila, Anselm (1903–1968), finnischer Skilangläufer

### Knuw
- Knüwe, Heinz (* 1956), deutscher Fußballspieler und Fußballtrainer

### Knuy
- Knuysen, Michel (1929–2013), belgischer Ruderer
- Knuyt, Johan de (1587–1654), Gesandter der Provinz Zeeland beim Westfälischen Friedenskongress in Münster und Osnabrück